# Corybas caudatus
Corybas caudatus är en orkidéart som beskrevs av Richard Eric Holttum. Corybas caudatus ingår i släktet Corybas, och familjen orkidéer. Inga underarter finns listade i Catalogue of Life.